# Daniel (prawosławny patriarcha Antiochii)
Daniel (ur. 1736 (?), zm. 1793) – prawosławny patriarcha Antiochii w latach 1767–1791.